# Demonax bakeri
Demonax bakeri är en skalbaggsart som beskrevs av Aurivillius 1922. Demonax bakeri ingår i släktet Demonax och familjen långhorningar. Inga underarter finns listade i Catalogue of Life.